# Novedi
Novedi est une maison d'édition belge de bandes dessinées, aujourd’hui disparue.
Novedi était un assez petit éditeur qui a publié dans les années 1980 certains albums de séries à grand succès, dont beaucoup scénarisées par Jean-Michel Charlier :
- Barbe-Rouge
- Buck Danny
- Blueberry
- Tanguy et Laverdure

Tandis que Novedi assurait la diffusion des éditions originales belges (en langues française et néerlandaise) de ces albums, Hachette faisait de même pour les EO françaises. Après la cessation d’activité du premier et l’arrêt du pôle bande dessinée du second, ces séries ont réintégré le catalogue d’autres éditeurs : Dargaud et Le Lombard les ont poursuivies sans rééditer les albums de cette période ; Dupuis les a réédités.